# فرقة حماية الأحداث

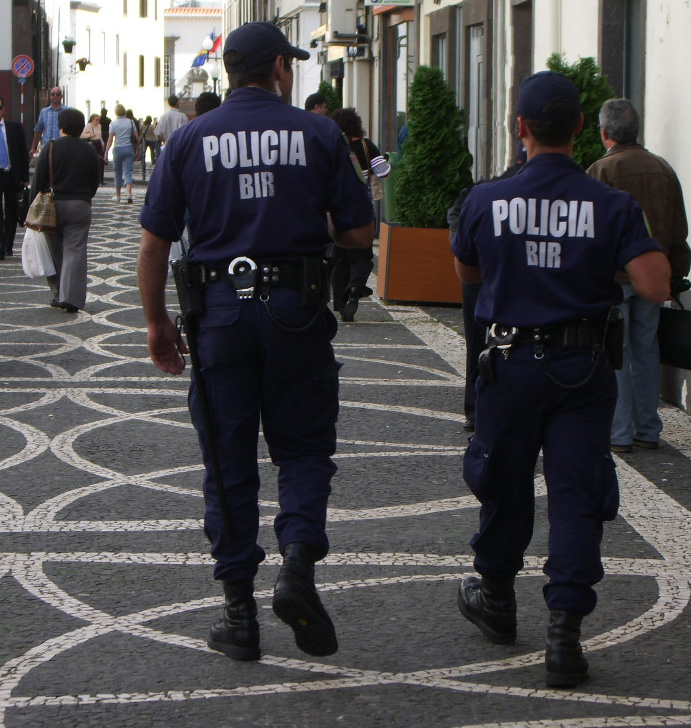

فرقة حماية الأحداث. هي فرقة تابعة للشرطة القضائية متخصصة في قضايا الأحداث.

## مهام
يتمثل فرقة حماية الأحداث في التحقيق و في الجنايات ضد الأطفال؛ (الاعتداء الجنسي و سوء المعاملة و العنف ضد الأطفال ...). بما في ذلك المحققون المتخصصون في مراقبة شبكة الإنترنت.